# Cacodaemon kaszabi
Cacodaemon kaszabi là một loài bọ cánh cứng trong họ Endomychidae. Loài này được Stroheckar miêu tả khoa học năm 1957.